# Спенсер, Брент
Генерал сэр Брент Спенсер GCB (1760 — 29 декабря 1828) — офицер британской армии, участвовавший в сражениях времён войны за независимость США и французских революционных войн. Во время Пиренейских войн он дважды становился заместителем генерала Уэлсли. Сражался в битве при Вимейру и давал показания в пользу Уэлсли на дознании после Синтрской конвенции. Он возглавлял дивизию в Бусаку и две дивизии в Фуэнтес-де-Оньоро. После этой битвы он командовал подразделением в северной Португалии. Уэлсли, теперь лорд Веллингтон, не был удовлетворен тем, как Спенсер выполнял обязанности заместителя командира, и заменил его Томасом Грэхэмом. Обиженный, Спенсер покинул Португалию и более туда не вернулся. Он стал генералом в 1825 году.
С 1815 по 1818 год он был членом парламента от боро Слайго.

## Начало военной карьеры
Спенсер стал офицером в 1778 году. Он доблестно сражался в Вест-Индии в 1779—1782 годах во время американской войны за независимость и снова в 1790—1794 годах во время войны первой коалиции. Повышен в звании до бригадного генерала, участвовал в неудачной кампании в Санто-Доминго в 1797 году против Туссен-Лувертюра. В 1799 году он руководил 40-м пехотным полком во время англо-русского вторжения в Голландию. Эта кампания включала в себя сражения за Берген и Кастрикум.
В 1801 году Спенсер служил вместе с армией генерала сэра Ральфа Эберкромби в Египте в битве при Александрии. В конце 1807 года он сражался в копенгагенской кампании.

## Пиренейский полуостров
Мадридское восстание в Испании против Наполеона застало Спенсера командующим в Гибралтаре. По собственной инициативе он отплыл в Португалию и прибыл в бухту Мондего 5 августа 1808 года. Он привел с собой 946 человек 6-го, 806 солдат 29-го, 874 солдата 32-го, 948 солдат 50-го, 929 солдат 82-го пехотного полков и 245 артиллеристов. Все пехотные подразделения состояли из первого батальона, кроме 29-го, который не был организован в батальоны. В бухте Мондего он объединил свои войска с войском в 8123 человека, которое генерал Артур Уэлсли привез из Корка в Ирландии.
В битве при Вимейру в 1808 году Спенсер был заместителем Уэлсли. Он был произведён в рыцари-компаньоны Ордена Бани 26 апреля 1809 года. Командовал 1-й дивизией в битве при Бусаку и во вторжении французов в Португалию в 1810—1811 гг. В битве при Фуэнтес-де-Оньоро в 1811 году Спенсер, в то время генерал-лейтенант, временно руководил 1-й и 3-й дивизиями.
После Фуэнтес-де-Оньоро Веллингтон отправился на юг, чтобы принять участие в осаде Бадахоса. Он оставил Спенсера и англо-португальское войско в 28 тыс. человек для защиты провинцию Бейра на севере.
Позже в том же году его заменил Томас Грэхэм, 1-й барон Линедох, из-за пессимистичных писем, которые Спенсер отправлял в Англию. В 1825 году Спенсер получил звание генерала.
Веллингтон писал о Спенсере: «Он был человек-головоломка. Он говорил то о Темзе, то о Тахо».

## Дальнейшая карьера
После того, как он служил полковником 9-го гарнизонного батальона (1806-08), затем 2-го Западно-Индийского полка (1808-09), затем комендантом 2-го батальона 95-го пехотного полка (1809-16) и 1-го батальона Стрелковой бригады (1816-18), в 1818 году ему было присвоено звание полковника 40-го (2-го Сомерсетширского) пехотного полка. В этом звании он и умер в 1828 году.

## Роман с принцессой Августой
Спенсер познакомился с принцессой Августой Софией, второй дочерью короля Георга III и Шарлотты Мекленбург-Стрелицкой, около 1800 года, и к 1803 году у них завязалась романтическая дружба. В 1805 году Спенсер был назначен королевским шталмейстером. По словам Августы, им приходилось вести себя очень осмотрительно, поскольку они были слишком разного происхождения; новости о такой привязанности могла нарушить шаткое психическое здоровье короля. В 1812 году Августа послала длинное письмо своему брату принцу-регенту с просьбой дать согласие на то, чтобы она вышла замуж за Спенсера, но неизвестно, решилась ли она на это. Считается, что они оставались вместе до смерти Спенсера в 1828 году.